# 施耐德文具
公司創立於1938年9月，由施耐德克里斯蒂安和另一名合夥人勃鲁姆共同創辦。創業初期是螺丝和车用零件工厂。1940年，勃鲁姆離開公司，將股份轉賣給施耐德的弟弟。公司與1948年公司開始轉型製造圓珠筆和圓珠筆筆芯。并从 1951 年起开始将笔芯作为自有品牌产品销售。
1958年，公司引入DIN16554标准，为圆珠笔笔芯创建了行业标准尺寸。
1991年公司收購了鋼筆製造商海科。